# サンジャシント (カリフォルニア州)
サンジャシント（San Jacinto）は、アメリカ合衆国カリフォルニア州のリバーサイド郡にある都市。人口は5万3898人（2020年）。サンジャシント山脈の西側に位置している。

## 歴史
1888年に法人化した。これはリバーサイド郡の設立より5年早い。地名はスペイン語由来で、キリスト教の聖人の名前である。このためスペイン語の発音に近い「サンハシント」と呼ばれることがある。
長年に渡り農業地域として機能していたが、近年はロサンゼルス都市圏の拡大によりベッドタウン化が進行しており、住宅地の造成が盛んに行われている。

## 関係者

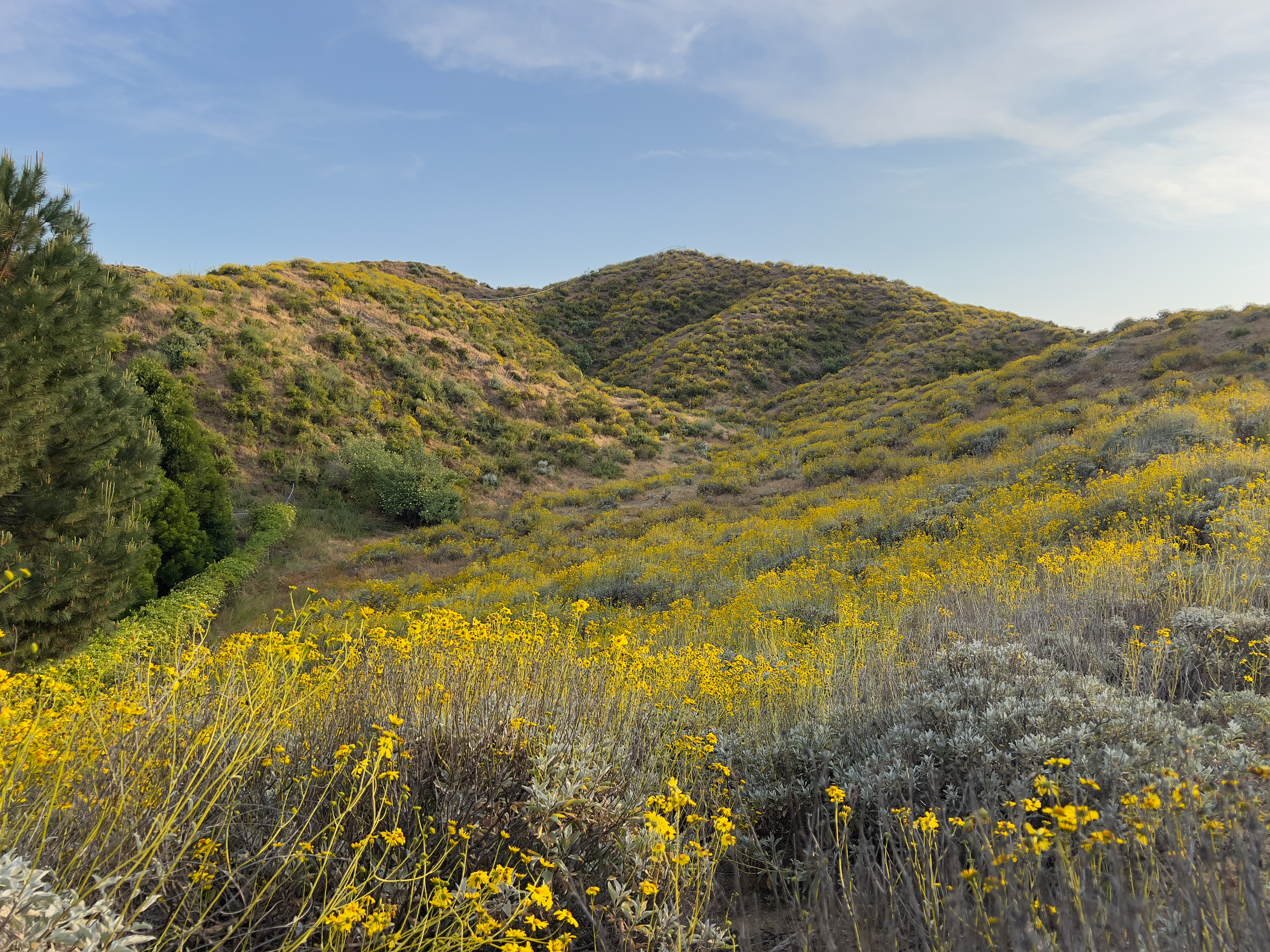
パークヒル

- ミハイル・グロモフ (パイロット)